# Zynnell Zuh
Zynnell ZUH (sinh ngày 18 tháng 7 năm 1985) là một nữ diễn viên, nhà văn, nhà sản xuất, nhân vật truyền hình và nhà từ thiện người Ghana đến từ các vùng Volta của Ghana. Zynnell Zuh tham gia bộ phim Công nghiệp Ghana năm 2014 và kể từ đó đã nhận được một số giải thưởng bao gồm, Nữ diễn viên phụ xuất sắc nhất tại Giải thưởng Giải trí Nhân dân Thành phố 2013; và Nữ diễn viên xuất sắc nhất trong một bộ phim tại Lễ trao giải Phim vàng 2016.

## Phần thưởng và đề cử
| Năm  | Nội dung                       | Giải thưởng                                                                 | Kết quả |
| ---- | ------------------------------ | --------------------------------------------------------------------------- | ------- |
| 2013 | Giải thưởng nhân dân thành phố | Nữ phụ xuất sắc nhất                                                        | Thắng   |
| 2016 | Giải thưởng phim vàng          | Nữ diễn viên xuất sắc nhất trong một bộ phim truyền hình 2016 'THƯỜNG NIÊN' | Thắng   |
| 2016 | Giải thưởng phong cách Glitz   | Ngôi sao điện ảnh sành điệu nhất                                            | Thắng   |
| 2017 | Giải thưởng phim vàng          | Nữ diễn viên chính hay nhất                                                 | Đề cử   |
| 2016 | Giải thưởng Zafaa              | Nữ diễn viên chính hay nhất                                                 | Đề cử   |

## Đóng phim
- Táo Adams
- Sự quyến rũ
- Độc thân sáu
- Khi tình yêu đến xung quanh
- Yêu bất kể
- Ngày kỷ niệm
- Vừa mới kết hôn
- Thuê một người đàn ông
- Shampaign
- Loạn trí
- Crazy Lovely Cool (Bộ phim truyền hình âm nhạc)